# Al-Mansur
Abu Ja'far Abdallah ibn Muhammad al-Mansur (în arabă ابو جعفر عبدالله ابن محمد المنصور), (n. 712 - d. 775), a fost al doilea calif abbasid, domnind între anii 754 și 775.